# Little Ben
Little Ben est une petite tour horloge située dans le centre de Londres, au Royaume-Uni.

## Description
Little Ben est érigée dans le Borough londonien de Westminster, à l'intersection du London Inner Ring Road et de Victoria Street (en), près de la gare Victoria. Il s'agit d'une petite tour horloge en fonte peinte en noir, dont le design reprend celui de Big Ben, la tour horloge du palais de Westminster qui se trouve à l'autre extrémité de Victoria Street.
Deux rimes intitulées Apology for Summer Time (littéralement « excuses pour l'heure d'été ») et signées « J.W.R. », sont fixées au corps de l'horloge :
« My hands you may retard or may advance
my heart beats true for England as for France. »
« Mes aiguilles peuvent retarder ou avancer
mon cœur bat correctement pour l'Angleterre comme pour la France. »
Ces deux lignes font référence au fait que l'horloge est en permanence à l'heure d'été, conduisant à donner l'heure de la France pendant les mois d'hiver et celle du Royaume-Uni pendant l'été.

## Historique
Little Ben est construite, d'après l'historien de l'art Nikolaus Pevsner, par l'horloger Gillett & Johnston de Croydon, et est érigée en 1892.
Elle est enlevée du site en 1964, puis restaurée et replacée en 1981 par le Westminster City Council (en) avec l'aide de la société Elf Aquitaine, « offerte comme geste d'amitié franco-britannique ». L'horloge est à nouveau enlevée en 2012 et stockée pendant les travaux de la gare Victoria ; elle a été replacée le 28 février 2016.
Une réplique de Little Ben, appelée « l'Horloge » et peinte de couleur argentée, est érigée en 1903 au centre de Victoria, la capitale des Seychelles.